# Drahos Lajos
Drahos Lajos (Budafok, 1895. március 7. – Budapest, 1983. június 20.) lakatos, diplomata, országgyűlési képviselő, az Országgyűlés elnöke.

## Élete
Drahos István és Vida Mária gyermekeként született, édesapja váltóőr volt. Drahos szülőhelyén végezte el az elemi négy osztályát és a polgári iskolát, majd épület– és műlakatosnak tanult egy magáncégnél. 18 évesen szerezte meg segédlevelét, majd belépett a  Magyarországi Vas- és Fémmunkások Központi Szövetségébe, azonban első munkahelyéről elbocsátották, mert május 1-jén megtagadta a munkát. Ekkor Bécsbe utazott, hogy szerencsét próbáljon, s az Osztrák–Magyar Bank építkezésén vett részt, majd egy osztrák cégnél volt műlakatos-segéd, egészen az első világháború kitöréséig. 1914 őszén hazaérkezett, és beállt a csepeli hadimunkások közé: köszörűsként dolgozott, a következő évben pedig bizalminak jelölték. Mivel gyárában tovább folytatta a munkások szervezését, hamarosan büntetőszázadba sorozták, és az olasz frontra vitték, ahonnan később megszökött. A Magyar Államvasutak ferencvárosi fűtőházában lett a bizalmitestület tagja, illetve a helyi szakszervezeti csoportot is vezette. A Magyarországi Tanácsköztársaság idején a vörös vasutasezred építőszázadának volt katonája. A vörös uralom összeomlását követően ismét munkanélkülivé vált, sőt, feketelistára került. Ennek köszönhetően számos gyárban dolgozott rövid ideig: a Györffy-Wolf-gyárban, a Gizella Gőzmalom javítójában és a budapesti Egyesített Villamosvasútnál is, mint lakatos. 1926-ban engedélyezték, hogy visszatérjen Csepelre, ahol a Weiss Manfréd Idomszer- és Csőgyárban talált munkát. 1927-ben a szakszervezet helyi és a pestszenterzsébeti MSZDP-csoportjában végzett mozgalmi tevékenységet, s tagja volt a szociáldemokrata párt rendezőgárdájának is. Még 1926-ban ismerkedett meg Demény Pállal, és annak Pest környékén illegálisan működő kommunista mozgalmával, amelynek 1936-tól fogva maga is tagja volt. Otthonában szemináriumokat, szervezési, illetve sztrájkelőkészítő megbeszéléseket folytattak le, évfordulókat ünnepeltek és a moszkvai rádiót hallgatták. 1938 őszén letartóztatták, mert részt vett a Demény-frakció tagjai által szövegezett és kinyomtatott pacifista röplapok terjesztésében. Két hónap fogházbüntetést kapott, melyet a Markó utcai fegyintézetben töltött le, ám munkahelyét elvesztette, és Csepelről is örökre kitiltották, emellett pedig rendőri felügyelet alatt tartották. Így csupán kisebb cégeknél volt lehetősége dolgozni, 1942-től fogva az illegális üzemközi főbizalmi testületnek volt tagja, majd 1944 októberében szerepet vállalt a kommunista mozgalom egységesülésében, és a Kiss János és Tartsay Vilmos által vezetett katonai ellenállási csoporttal folytatott tárgyalásokon. 1944–45 fordulóján a csepeli, illetve pesterzsébeti ellenállási mozgalom egységbizottságának volt az egyik tagja, és sikeresen akadályozta meg Csepel kiürítését, továbbá sikereket ért el a Weiss Manfréd Gyár nyugatra költöztetésének megakadályozásában. 1945. január 9-én a szovjet csapatokat fogadó bizottságban vett részt. Január 18-tól fogva a Weiss Manfréd Gyár ideiglenes üzemi bizottságának elnöke volt, egészen augusztusig, mikortól fogva 1949 májusáig alelnökként működött. 1945. április 2-től az Ideiglenes Nemzetgyűlésnek volt tagja, november 4. és 1951. május 18. között pedig a kommunista párt és a Magyar Függetlenségi Népfront nagy-budapesti listájáról jutott mandátumhoz. 1949. augusztus 23-án megválasztották az Országgyűlés elnökének, mely tisztségről 1951 májusában mondott le, majd átvette a varsói követség, 3 év múlva a nagykövetség vezetését. 1955. június 18-án felmentették, majd nyugdíjba vonult. 1946. október 1-jétől fogva volt a Magyar Kommunista Párt Központi Vezetőségének póttagja, 1948. június 15-től 1954. május 30-ig pedig a Magyar Dolgozók Pártja Központi Vezetőségének rendes tagja. 1956 végén szerepet vállalt a Magyar Szocialista Munkáspárt szervezésében, továbbá a XII. kerületi munkásőregység létrehozásában, melyben ezt követően 10 éven át szolgált. 1957-től hat éven át volt a Vas-, Fém és Villamosenergia-ipari Dolgozók Szakszervezetének alelnöke. 1983. június 20-án hunyt el Budapesten, június 28-án temették el. Haláláról beszámolt a Népszabadság és a Magyar Nemzet.

## Elismerései
- Demény Pál-emlékérem (1999)